# Los Venados (Morelos)
Los Venados es una localidad del estado mexicano de Morelos. Es parte del municipio de Jojutla.

## Demografía
| Censo | Población |
| ----- | --------- |
| 2000  | 6         |
| 2010  | 451       |
| 2020  | 1010      |